# Kuggörarnas kapell
Kuggörarnas kapell är en kyrkobyggnad på ön Kuggörarna utanför Hudiksvall. Kapellet tillhör Hudiksvallsbygdens församling i Uppsala stift.
På sommaren hålls gudstjänster i kapellet. Kapellet blev 2004–05 bestulet på kyrkoskatterna. Detta råkade även många andra kapell i Hälsingland ut för vid samma tid. Stöldgodset har återfunnits, men det är oklart om just Kuggörarnas kyrkskatter fanns med i fyndet.

## Kyrkobyggnaden
Kapellet ligger vid havet på en höjd med klappersten och stod färdigt 1778. Utvändigt är kapellet brädklätt och rödfärgat med vita knutar och fönsterluckor. På taket ses tre vindflöjlar av vilka två bär årtalet 1780. Ett separat litet hus kallas prästkammaren. Kapellets klocka är gjuten 1781 och hänger i en stapel på norra sidan om ingångsdörren. Kapellet har sluten bänkinredning och anses vara ursprunglig. I koret finns till höger en läsarebänk.

## Inventarier
Predikstolskorgen har som motiv Kristus på korset och är sannolikt tillverkad 1778. På ramstycket, som omger predikstolen återges Kristi uppståndelse. Votivskeppet är från 1800-talet. På södra väggen hänger en oljemålning föreställande Jesus i Getsemane målad av Olof Westman. På den norra väggen hänger en tavla med ovanligt motiv, drottningen av Saba, båda tavlorna är skänkta av rådman Pehr Tröne år 1804.

## Bilder

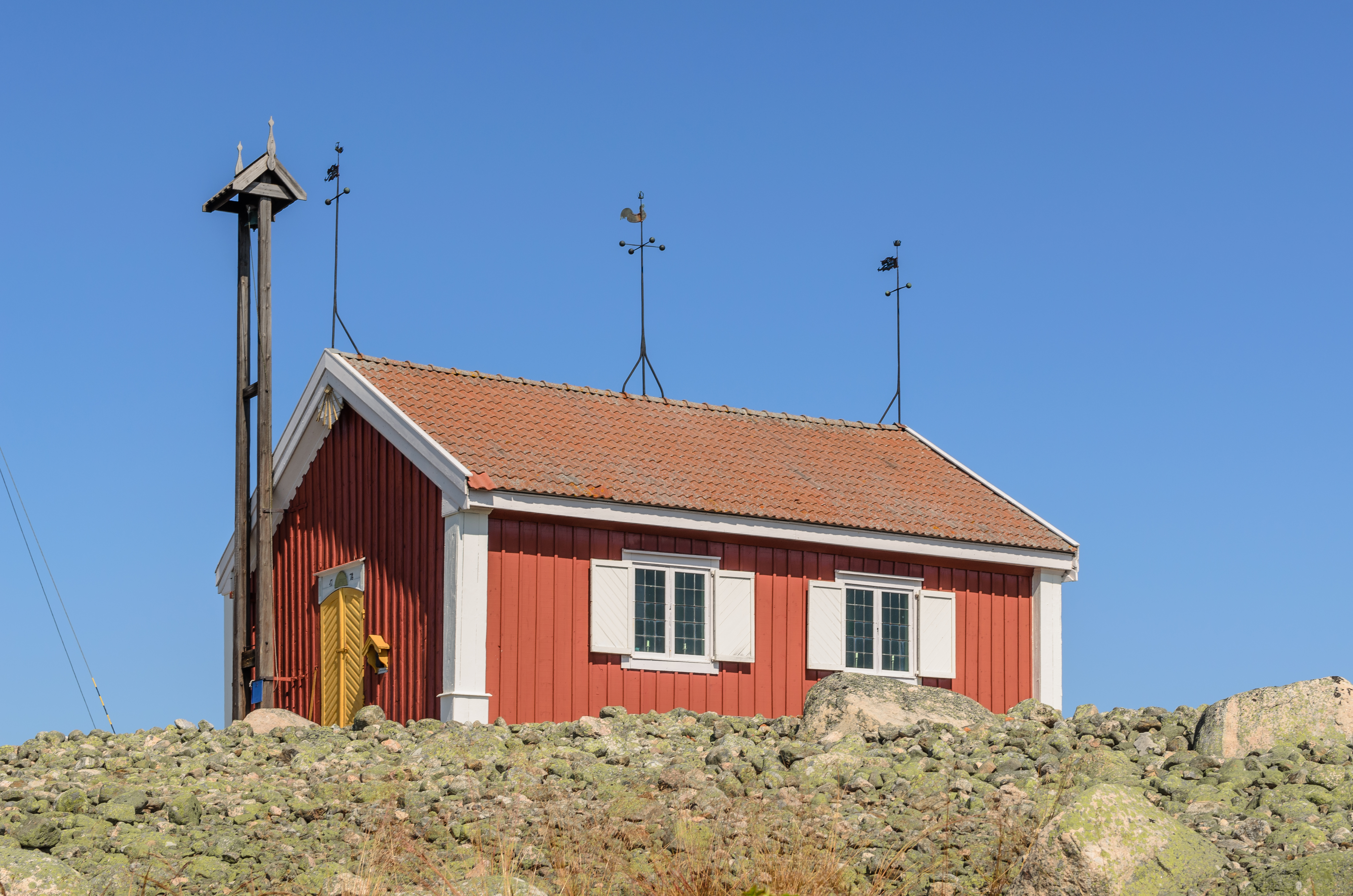
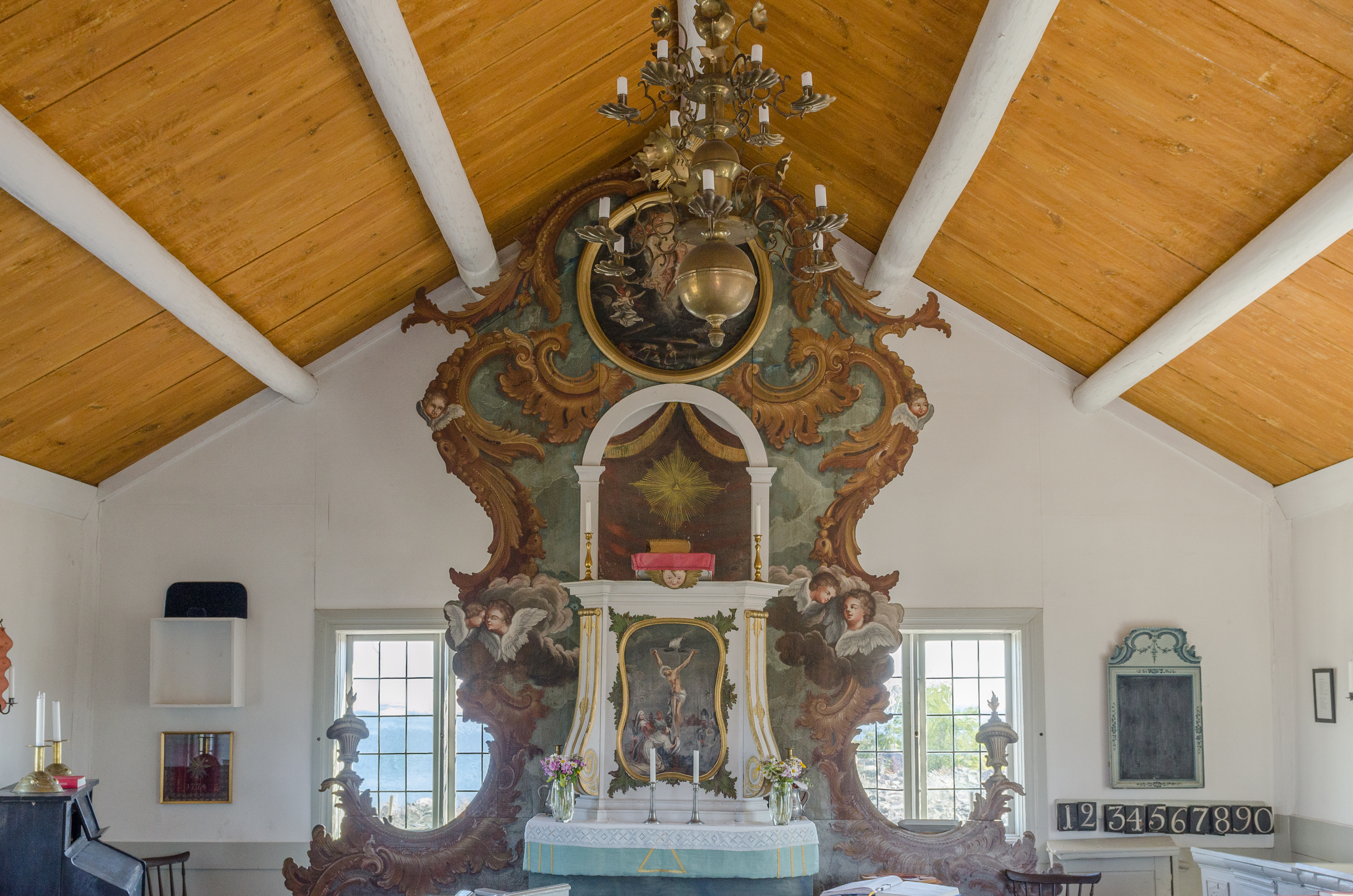
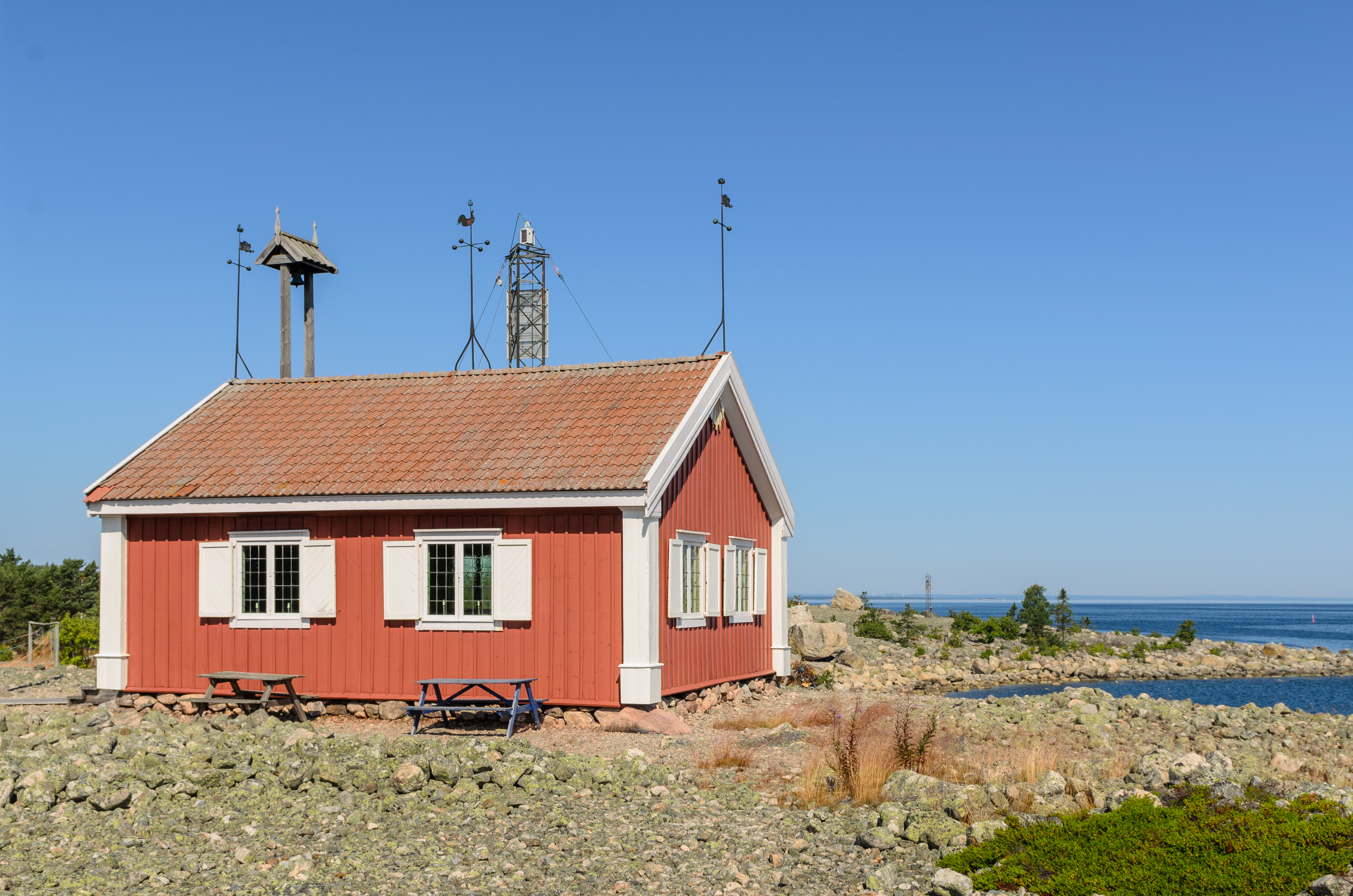

Kapellet i juli 2014.